# Strophanthus vanderijstii
Strophanthus vanderijstii là một loài thực vật có hoa trong họ La bố ma. Loài này được Staner miêu tả khoa học đầu tiên năm 1932.